# Alystria curvilineata
Alystria curvilineata är en stekelart som beskrevs av Cameron 1904. Alystria curvilineata ingår i släktet Alystria och familjen brokparasitsteklar. Inga underarter finns listade i Catalogue of Life.